# Affaires courantes en France
En France, un gouvernement d'affaires courantes désigne un gouvernement démissionnaire mais qui reste en fonction avec des compétences restreintes pour assurer « le traitement des affaires courantes » jusqu’à ce qu’un nouveau gouvernement soit nommé.

## Liste des périodes de gestion des affaires courantes
Le point de départ de la période des affaires courantes est la date de la signature du décret mettant fin aux fonctions du Gouvernement (et non la date de la présentation de la démission), ou le cas échant de la motion de censure, et la date de fin se situe à la nomination du nouveau Gouvernement (et non à la nomination du Premier ministre),. Le tableau ci-dessous liste les cinq plus longues périodes de gestion des affaires courantes sous les IIIe, IVe et Ve Républiques
| Gouvernement                      | Président         | Dates | Durée    | Contexte                                       |
| --------------------------------- | ----------------- | --- | -------- | ---------------------------------------------- |
| Gouvernement Gabriel Attal        | Emmanuel Macron   | Présentation de la démission : 8 juillet 2024 Acceptation de la démission : 16 juillet 2024 Nomination de Michel Barnier Premier ministre : 5 septembre 2024 Nomination du Gouvernement Michel Barnier : 21 septembre 2024                                                                   | 67 jours | Élections législatives.                        |
| Gouvernement Georges Pompidou (1) | Charles de Gaulle | Motion de censure et présentation de la démission : 5 octobre 1962 Dissolution de l’Assemblée nationale : 9 octobre 1962 Acceptation de la démission et nomination de Georges Pompidou Premier ministre : 28 novembre 1962 Nomination du Gouvernement Georges Pompidou (2) : 6 décembre 1962 | 63 jours | Motion de censure puis élections législatives. |
| Gouvernement René Mayer           | Vincent Auriol    | Acceptation de la démission : 21 mai 1953 Nomination du Gouvernement Joseph Laniel (1) : 28 juin 1953 | 38 jours |                                                |
| Gouvernement Henri Queuille (3)   | Vincent Auriol    | Acceptation de la démission : 10 juillet 1951 Nomination du Gouvernement René Pleven (2) : 11 août 1951 | 32 jours | Élections législatives.                        |
| Gouvernement Félix Gaillard       | René Coty         | Acceptation de la démission : 15 avril 1958 Nomination du Gouvernement Pierre Pflimlin : 14 mai 1958 | 29 jours |                                                |

## Période entre la nomination du Premier ministre et celle du Gouvernement
Entre la nomination du Premier ministre et celle des membres du Gouvernement, les ministres du Gouvernement sortant hors le Premier continuent de gérer les affaires courantes. Généralement le Gouvernement entrant est nommé le même jour que le Premier ministre, ou le lendemain ou surlendemain, les rares cas de délais supérieurs à deux jours sont détaillés dans le tableau ci-dessous.
| Gouvernements sortant / entrant | Président           | Date de nomination du Premier ministre | Date de nomination du Gouvernement | Durée    |
| ------------------------------- | ------------------- | -------------------------------------- | ---------------------------------- | -------- |
| Attal / Barnier                 | Emmanuel Macron     | 5 septembre 2024                       | 21 septembre 2024                  | 16 jours |
| Barnier / Bayrou                | Emmanuel Macron     | 13 décembre 2024                       | 23 décembre 2024                   | 10 jours |
| Pompidou (1) / Pompidou (2)     | Charles de Gaulle   | 28 novembre 1962                       | 6 décembre 1962                    | 9 jours  |
| Rocard (1) / Rocard (2)         | François Mitterrand | 23 juin 1988                           | 28 juin 1988                       | 5 jours  |
| Castex / Borne                  | Emmanuel Macron     | 16 mai 2022                            | 20 mai 2022                        | 4 jours  |
| Messmer (1) / Messmer (2)       | Georges Pompidou    | 2 avril 1973                           | 5 avril 1973                       | 3 jours  |
| Ayrault (1) / Ayrault (2)       | François Hollande   | 18 juin 2012                           | 21 juin 2012                       | 3 jours  |
| Philippe (2) / Castex           | Emmanuel Macron     | 3 juillet 2020                         | 6 juillet 2020                     | 3 jours  |

## Périodes de gestion des affaires courantes en 2024
- affaires courantes